# Złe miasto
Złe miasto – powieść autorstwa polskiego pisarza Wiesława Wernica wydana pośmiertnie w 1990 roku. 
Książka opowiada o przygodach trapera Karola Gordona. Fabuła tej powieści przygodowej rozgrywa się na Dzikim Zachodzie. Doktor Jan, przyjaciel głównego bohatera, wyrusza wraz z nim do Nevady. Po drodze do rzeki Humboldta zatrzymują się w małym miasteczku. Bohaterowie spróbują odkryć, czy szeryf, który traktuje miasto jak swoją własność, nie ma czarnej plamy na karcie. 